# Maska (singel)
Maska – trzeci singel Ewy Farnej z czeskiego albumu Virtuální. 

## Pozycje na listach przebojów
| Lista          | Najwyższa pozycja |
| -------------- | ----------------- |
| Czeskie Top 50 | 7                 |
| Radio Top 100  | 57                |